# تپه زریته پسیل
تپه زریته پسیل مربوط به قرون میانی اسلامی است و در شهرستان خرم‌آباد، بخش پاپی، دهستان سپیددشت، مرکز روستای پسیل واقع شده و این اثر در تاریخ ۸ بهمن ۱۳۸۵ با شمارهٔ ثبت ۱۷۰۰۸ به عنوان یکی از آثار ملی ایران به ثبت رسیده است.